# My Phan
My Phan (Aquisgrana, 30 maggio 1992) è una tuffatrice tedesca specialista nella piattaforma 10 metri.

## Palmarès
- Europei di nuoto

Berlino 2014: argento nella piattaforma 10 m. sincro
Londra 2016: oro nella piattaforma 10 m. sincro;
- Europei giovanili

Anversa 2007: oro nel trampolino 3 m e bronzo nella piattaforma 10 m nella categoria ragazze "B";